# Ria Van Den Heuvel
Ria Van Den Heuvel (Brasschaat, 14 november 1956) is een  Belgisch politica voor Agalev / Groen.

## Levensloop
Van Den Heuvel was eerst anderhalf jaar aan de slag als lerares en was nadien vanaf 1980 actief binnen de werkgroep gemeentebeleid van het sociocultureel vormings- en animatiecentrum Sfinks. Ook maakte ze deel uit van de Nationale Vrouwenraad en het Vrouwenoverlegcomité.
Ze werd politiek actief voor de links-progressieve lokale partij Gangmaker in Boechout, dat bij de gemeenteraadsverkiezingen van oktober 1994 ging samenwerken met de partij Agalev. In 1995 trad ze als verruimingskandidaat toe tot deze partij. Bij de eerste rechtstreekse verkiezingen voor het Vlaams Parlement van 21 mei 1995 werd ze verkozen in de kieskring Antwerpen. Ook na de volgende Vlaamse verkiezingen van 13 juni 1999 bleef ze Vlaams volksvertegenwoordiger tot juni 2004. Als Vlaams Parlementslid zetelde Van Den Heuvel in de commissie Welzijn en Volksgezondheid en van 1997 tot 1999 voorzitter van de Werkgroep Gelijke Kansen voor Mannen en Vrouwen. Ook was ze er de spreekbuis van het verzet tegen de uitbreiding van de Luchthaven van Deurne. Van Den Heuvel stelde zich niet meer kandidaat bij de verkiezingen van juni 2004, omdat ze zich niet kon vinden in de beslissing van Groen! om geen kartel te sluiten met de socialisten.
Na haar parlementaire loopbaan werd ze van 2004 tot 2007 consulent bij Bridges for Choice, een bedrijf gespecialiseerd in organisatieontwikkeling, loopbaancoaching en counseling, en werd ze tevens zelfstandig jobcoach en HR-consulent. Van Den Heuvel was tevens van 2004 tot 2021 algemeen directeur van het Centrum ZitStil voor kinderen met ADHD en van 2014 tot 2022 voorzitter van het Familieplatform Geestelijke Gezondheid. Tevens was ze van 2019 tot 2022 lid van de raad van bestuur van huisartsenvereniging Domus Medica en is sinds 2023 voorzitter van de vzw InclusieAmbassade, een netwerkorganisatie die zich inzet voor de inclusie van mensen met een beperking of ontwikkelingsstoornissen. 
In oktober 2006 was ze als verruimingskandidaat van Spirit kandidaat bij de gemeenteraadsverkiezingen in Boechout. Later trad ze er toe tot de lokale lijst PRO Boechout & Vremde. Sinds januari 2007 is ze gemeenteraadslid van Boechout en van januari 2007 tot december 2016 was ze er schepen van Ruimtelijke Ordening, Onderwijs en Kinderopvang. Van januari 2019 tot december 2024 was Ria Van Den Heuvel tevens voorzitter van de gemeenteraad van Boechout.